# Maria Elisabetha Lämmerhirt

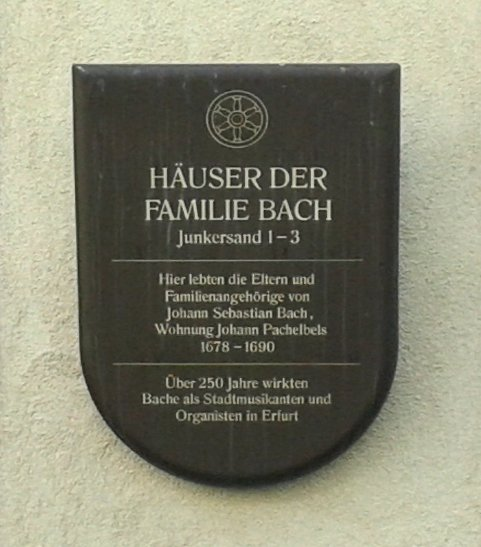
Tablón en la casa de Bach.

Maria Elisabetha Lämmberhirt (24 de febrero de 1644 - 1 de mayo de 1694) fue la esposa del músico alemán Johann Ambrosius Bach desde 1668 y madre de ocho hijos, entre los que estaba Johann Sebastian Bach. En su familia ya se habían dado otros matrimonios con la familia Bach (su hermanastra Hedwig Lämmerhirt fue la segunda esposa del tío abuelo de su esposo, Ambrosius, Johannes Bach (1604-1673), músico municipal y organista en Erfurt).
- Datos: Q66671